# Verifikation
|  | Wiktionary har en ordboksartikel om verifikation. |

Verifikation (även verifiering, verifierbarhet eller verifiabilitet) (av latin verus, ”sann”) är ett bevis på att misstänkta eller påstådda fakta är sanna. Begreppet används på olika sätt, och inom olika ämnen.
Inom bokföring är verifikation kvitto, faktura eller annan handling som utgör grunden för ekonomisk bokföring, se Verifikation (bokföring) för mer information.
Inom kvalitetssäkring används verifiering i ISO-standard SS-EN ISO 9000:2015, definierat "bekräftelse genom att framlägga belägg för att specificerade krav har uppfyllts", där "belägg" kan bestå av kontroll eller andra metoder för att fastställa egenskaper hos något.
Inom programvaruutveckling avser verifikation programvarutestning. 
Vid källkodsdeponering innebär verifiering att mottagaren (vanligtvis en oberoende tredje part) kontrollerar det material (källkod m m) som programvaruleverantören deponerar för licenstagarens räkning. Verifieringen kan ske på olika  nivåer men syftar alltid till att det deponerade materialet ska vara användbart om det utlämnas i samband med leverantörens konkurs eller avtalsbrott.

## Källhänvisningar
- Elliott Sober: Testability. In: Proceedings and Addresses of the American Philosophical Association 73, 1999, S. 47–76 (PDF-Fassung; Verteidigung des Kriteriums).